# Піщанська сільська рада (Самарівський район)
| Піщанська сільська рада — колишній орган місцевого самоврядування у Новомосковському районі Дніпропетровської області з адміністративним центром у с. Піщанка. Сільській раді підпорядковані населені пункти: - с. Піщанка - с. Новоселівка - с. Соколове - с. Ягідне |

## Склад ради
Рада складається з 30 депутатів та голови.

## Керівний склад сільської ради
| ПІБ                     | Основні відомості                                            | Дата обрання | Дата звільнення |
| ----------------------- | ------------------------------------------------------------ | ------------ | --------------- |
| Мазниця Микола Павлович | Сільський голова, 1966 року народження, освіта, безпартійний | 26.03.2006   | 31.10.2010      |
| Мазниця Микола Павлович | Сільський голова, 1966 року народження, освіта вища          | 31.10.2010   |                 |

Примітка: таблиця складена за даними джерела